# Ким Тхэхи (метательница молота)
Ким Тхэхи (кор. 김태희; род. 7 сентября 2005) — южнокорейская легкоатлетка, метательница молота. Бронзовый призёр Азиатских игр (2023), рекордсменка Республики Корея.

## Биография
Спортивную карьеру начала в младшей школе, первоначально занималась толканием ядра, затем перешла в метание диска. В 2021 году переключилась на метание молота и быстро зарекомендовала себя как одна из лучших метательниц Республики Корея. Обучается в  старшей школе Ири. Тренируется под руководством Чхве Джиёпа.
В 2022 году победила на юношеском чемпионате Азии (до 18 лет), метнув молот на 59,24 метра. В следующем году взяла бронзу на юниорском чемпионате Азии (до 20 лет) с результатом 59,97 метра.
В 2023 году стала бронзовым призёром Азиатских игр и установила рекорд Республики Корея в метании молота — 64,14 метра. Предыдущий рекорд составлял 63,80 метра, установленный Кан Нару в 2012 году. Бронзовая медалистка Ким уступила двум китаянкам Ван Чжэн (71,53) и Чжао Цзе (69,44). Тем самым она стала первой южнокорейской спортсменкой, выигравшей медаль в соревнованиях по метанию молота на Азиатских играх, которые проводятся с 2002 года.